# Walid II
Walid ibn Yazid o Walid II (m. 16 de abril de 744) (árabe: الوليد بن يزيد) fue un Califa omeya que gobernó a partir del 743 hasta 744. Hijo de Yazid II, sucedió a su tío Hisham ibn Abd al-Malik. 

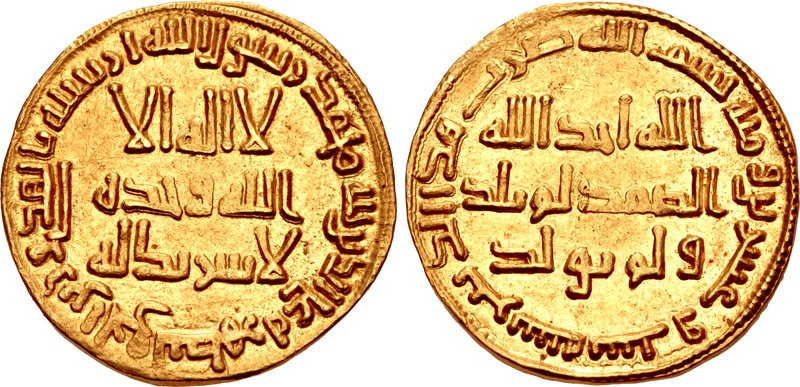

Muchos en la corte omeya se opusieron a la entronización de Walid debido a la reputación de este de llevar una vida inmoral. A pesar de esto, le hicieron califa. Comenzó casi inmediatamente a atacar a los que se le habían opuesto, que desencadenó una gran hostilidad hacia su persona. Fue asesinado el 16 de abril de 744. Su primo Yazid III lo sucedió. 
| Predecesor: Hisham | Califa 743-744 | Sucesor: Yazid III |